# Cèl·lules COS
Les cèl·lules COS són una línia cel·lular de tipus fibroblast, derivades de teixit renal de mico. Les cèl·lules COS s'obtingueren immortalitzant cèl·lules CV-1 amb una versió del virus SV40 que pot produir antigen T gran però té un defecte en la replicació genòmica. La línia de cèl·lules CV-1 al seu torn derivava del ronyó del mico verd africà.
L'acrònim "COS" deriva de: cèl·lules que provenen de CV-1 (de mico) en Origen i porten material genètic del virus SV40. Són dues les línies cel·lulars COS més emprades habitualment, les COS-1 i les COS-7.

## Aplicacions
La línia cel·lular COS és sovint utilitzada pels biòlegs per a estudiar el virus mico SV40. Les cèl·lules d'aquesta línia també són sovint transfectades per la produducció de proteïnes recombinants en el camp de la biologia molecular, bioquímica i biologia cel·lular.
Quan s'introdueix una construcció d'expressió amb un promotor SV40 a les cèl·lules COS, el vector pot ser replicat substancialment per l'antigen T gran. Aquestes cèl·lules COS es modifiquen genèticament per produir l'antigen T del seu propi genoma.